# Узбекистан на зимних Паралимпийских играх 2018
Узбекистан на зимних Паралимпийских играх 2018 года в Пхёнчхане был представлена одним спортсменом (Юкухон Холбекова) и спортсменом-гидом в лыжных гонках.

## Результаты

### Лыжные гонки

#### Спринт
| Класс               | Соревнование                | Спортсмены       | Класс | Квалификация | Квалификация | Полуфинал             | Полуфинал             | Полуфинал             | Финал                 | Финал                 | Итоговое место |
| Класс               | Соревнование                | Спортсмены       | Класс | Результат    | Место        | Заезд                 | Результат             | Место                 | Результат             | Место                 | Итоговое место |
| ------------------- | --------------------------- | ---------------- | ----- | ------------ | ------------ | --------------------- | --------------------- | --------------------- | --------------------- | --------------------- | -------------- |
| С нарушением зрения | 1,5 км, классический спринт | Юкухон Холбекова | В2    | 9:11.15      | 10           | Завершила выступление | Завершила выступление | Завершила выступление | Завершила выступление | Завершила выступление | 10             |

#### Дистанционные гонки
| Класс               | Соревнование       | Спортсмены       | Класс | Время   | Отставание | Место |
| ------------------- | ------------------ | ---------------- | ----- | ------- | ---------- | ----- |
| С нарушением зрения | 10 км классический | Юкухон Холбекова | В2    | 41:45.0 | +19:25.7   | 10    |